# Cabanès (Aveyron)
Cabanès (okzitanisch Cabanas) ist eine französische Gemeinde mit 279 Einwohnern (Stand 1. Januar 2022) im Département Aveyron in der Region Okzitanien (vor 2016 Midi-Pyrénées). Sie ist dem Kanton Ceor-Ségala und dem Arrondissement Villefranche-de-Rouergue (bis 2017 Arrondissement Rodez) zugeteilt. Die Einwohner werden Cabanésiens und Cabanésiennes genannt.

## Geografie
Cabanès liegt etwa 36 Kilometer südwestlich von Rodez im Zentralmassiv. Im nördlichen Gemeindegebiet verläuft der Fluss Lézert, im Süden sein Zufluss Escudelle. Beim Ort Villelongue mündet der Lieux de Villelongue in den Lézert. An der Gemeindegrenze im äußersten Süden fließt der Lieux, ein Zufluss des Viaur. 
Umgeben wird Cabanès von den Nachbargemeinden Pradinas im Nordwesten und Norden, Sauveterre-de-Rouergue im Norden, Naucelle im Osten, Tauriac-de-Naucelle im Südosten, Crespin im Süden, Castelmary im Südwesten sowie Tayrac im Westen.

## Bevölkerungsentwicklung
| Jahr                       | 1962 | 1968 | 1975 | 1982 | 1990 | 1999 | 2006 | 2019 |
| -------------------------- | ---- | ---- | ---- | ---- | ---- | ---- | ---- | ---- |
| Einwohner                  | 462  | 387  | 311  | 291  | 237  | 220  | 227  | 264  |
| Quellen: Cassini und INSEE |      |      |      |      |      |      |      |      |

## Sehenswürdigkeiten
- Kirche Notre-Dame
- Kapelle von Villelongue